# 比恩巴赫河 (梅納赫河支流)
48°56′17″N 12°40′52″E / 48.93796°N 12.681044°E
比恩巴赫河（德語：Birnbach），是德國的河流，位於該國東南部，由巴伐利亞負責管轄，屬於梅納赫河的右支流，河道全長2.3公里，流域面積1.3平方公里。